# Vlahi, Blagoevgrad
Vlahi (în bulgară Влахи) este un sat partea de sud-vest a Bulgariei, în Comuna Kresna din Regiunea Blagoevgrad. La recensământul din 2001 avea o populație de 8 locuitori.

## Demografie
Componența etnică a satului Vlahi
     Bulgari (100%)
     Nicio identificare (0%)
     Altele (0%)
La recensământul din 2011, populația satului Vlahi era de 5 locuitori. Din punct de vedere etnic, majoritatea locuitorilor (100,0%) erau bulgari. Pentru 0,0% din locuitori nu este cunoscută apartenența etnică.